# Attila Muehl

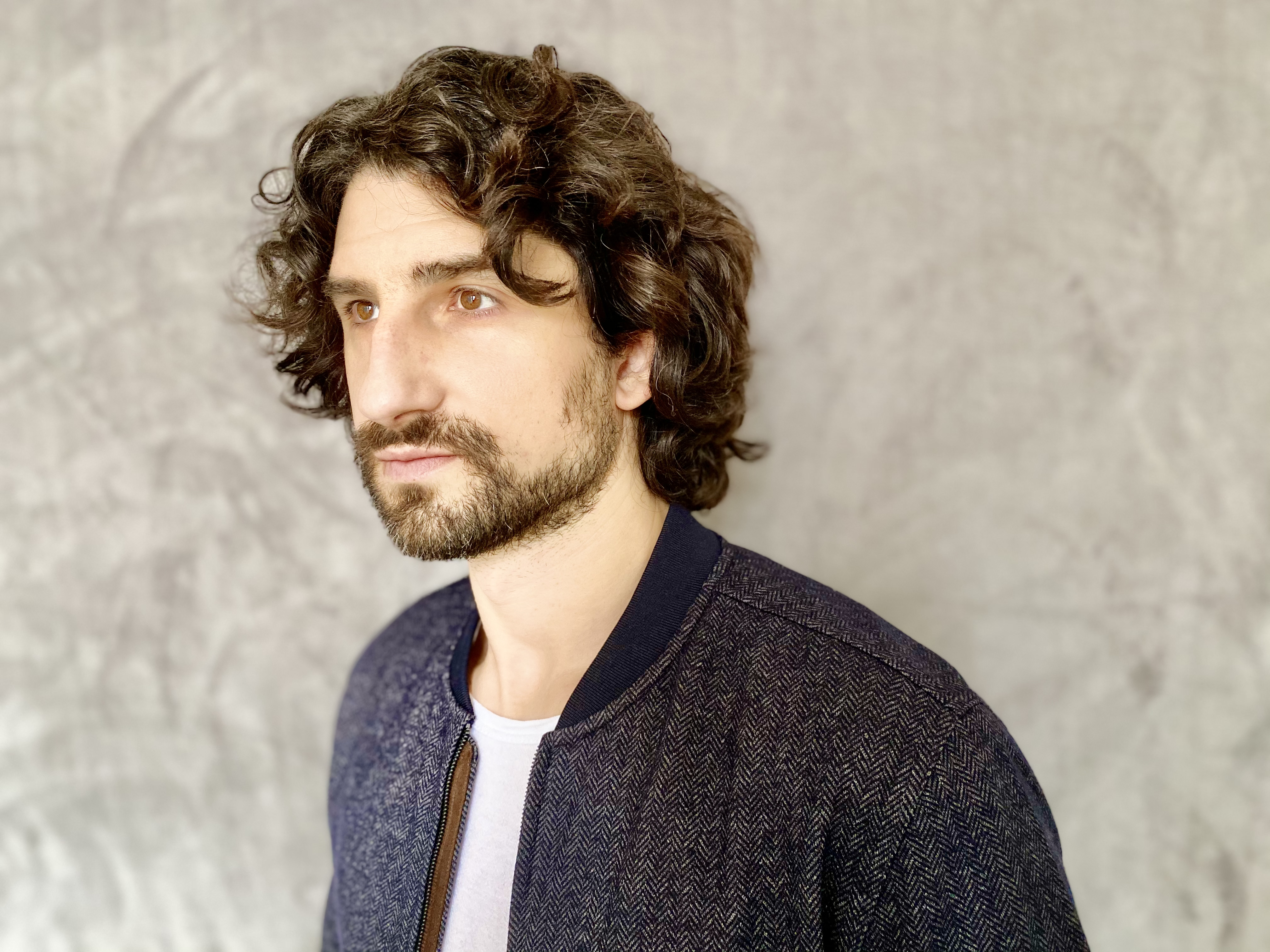
Attila Muehl, 2021

Attila Muehl (* 28. Januar 1985 in Wien) ist ein österreichischer Jazz-Gitarrist und Komponist.

## Leben und Wirken
Muehl erhielt Gitarrenunterricht bei Jonathan Kreisberg und begann mit 17 Jahren professionell aufzutreten. Ab 2007 studierte er zwei Jahre bei Frank Haunschild (HfMT-Köln), dann vier Jahre bei Kurt Rosenwinkel (Universität der Künste Berlin). Er spielte u. a. mit Johnny Griffin, Pablo Held, Wanja Slavin, Uli Kempendorff, John Schröder, Peter Weniger, Hans-Peter Salentin, Phil Donkin, Matthias Pichler, Torsten Goods, Diego Pinera, Tobias Backhaus, Bodek Janke und Andrea Marcelli.

## Diskographische Hinweise
- Kiki Manders: Love Is Yours Is Mine[2] (Unit Records 2016, mit Jonathan Ihlenfeld Cuniado, Bodek Janke)[3]
- Andreas Wirth Trio: Bei Ernst[4] (2018, mit Steffen Kistner sowie Ignaz Dinné)
- Ruben Gianotti Jazz Orchestra: Fragment[5] (Housemaster Records 2019)[6]
- SoundBrothers: Road Trip[7] (2021, mit Wenzl Mcgowen)
- Lucid Dreamer[8] (Qftf 2021, mit Emese Muehl, Markus Ehrlich, Johannes von Ballestrem, Martin Buhl, Julian Külpmann)
- Andreas Wirth Trio: Reprise[9] (2022, mit Steffen Kistner)
- Full Moon Prayer[10] (MusicHub 2023, mit Markus Ehrlich, Johannes von Ballestrem, Martin Buhl, Julian Külpmann)
- Hypnochrome: Hypnochrome[11] (MusicHub 2024, mit Moritz Köther, Lars Gühlcke, Bodek Janke)